# Mysterio
Mysterio är en fiktiv rollfigur i serien om Spindelmannen som skapades av Stan Lee och Steve Ditko och dök upp för första gången i The Amazing Spider-Man #13 (juni 1964).

## Fiktiv biografi

### Quentin Beck
Under debuten i Amazing Spider-Man #13 är Mysterio Quentin Beck expert på specialeffekter och stuntman, som arbetar för en framstående Hollywoodstudio med drömmar att bli större inom filmindustrin. Han förstår att hans karriär inte kan sträcka sig längre än hans arbete inom specialeffekter, men inser att hans expertis inom illusioner kan göra honom till en effektiv superskurk.
Under sin första strid mot Spindelmannen, efter att ha lagt skulden för ett museirån på honom, blockerar Mysterio hjältens spindelsinne med gas och löser upp hans nät med ett kemiskt slipmedel. Men Spindelmannen lurar honom till att erkänna att det var han som hade rånat museet och avslöjar sedan att han har spelat in erkännandet på band. Mysterio hamnar därefter i fängelse. Han går sedan med i Sinister Six i ett försök att ta hämnd på Spindelmannen, och strider mot honom genom att använda robotar av X-Men. Mysterio skapar sedan ett alias som den världsberömde psykiatern Dr. Ludwig Rinehart, och använder teknologi och hypnos för att göra Spindelmannen förvirrad. Han är då nära att övertyga Spindelmannen att ta av sin mask, men Spindelmannen räddas ironiskt nog av J. Jonah Jameson. Mysterio bildar sedan ett tillfälligt partnerskap med Wizard i ett försök att döda Spindelmannen och Flamman i en uppsättning av en Hollywoodfilm genom att låtsas registrera dem i en film. De blir dock båda besegrade och arresterade.
Medan Beck är fängslad blir hans cellkamrat Daniel Berkhart tillfälligt Mysterio. När Beck kommer ut ur fängelset återtar Beck identiteten som Ludwig Rinehart för att manipulera Spindelmannens faster May till att avslöja gömstället för en förmögenhet i hennes hus. Beck använder utomjordiska förklädnader för att skrämma May till att avslöja platsen, men får sedan veta att pengarna sedan länge hade ätits av silverfiskar. I hans nästa framträdande lurar Mysterio Spindelmannen till att tro att han hade orsakat en åskådares död. Mysterio försöker sedan att skrämma bort hyresgästerna från en fastighet, vilket förhindras av superhjältegruppen Power Pack. Han rekryteras sedan av Doktor Octopus för att bilda Sinister Six en andra gång.
I andra möten har Mysterio bluffat May Parkers död och gjort överenskommelser med demoner från Limbo. Trots detta har Mysterio alltid blivit besegrad av Spindelmannen och vanligtvis arresterad. Han har gått med i Doktor Octopus Sinister Six vid ett flertal tillfällen, men detta gav honom aldrig den hämnd han önskade. Så småningom börjar han förlora trovärdighet som superskurk, med hans nederlag i händerna på Power Pack som ett särskilt förödmjukande ögonblick. Mysterio är även en av de närvarande skurkarna på Ryker's Island under Carnage och Shrieks övertagande. Han försöker att göra Spindelmannen galen med sina hallucinationer, men blir attackerad och nästan dödad av Lizard.
Efter sitt sista fängelsestraff får Mysterio en tidig frigivning då han blivit diagnostiserad med en hjärntumör och lungcancer, som båda hade orsakats av kemikalierna och strålningen från hans utrustning. Han beräknas ha ett år kvar att leva. Besatt av att utkräva en sista hämnd på Spindelmannen får han besviket läsa i en tidningsartikel att den aktuella Spindelmannen bara är en klon, och finner ingen värdighet i att besegra en kopia. Mysterio bestämmer sig för att ändra på sina planer och istället fokusera sig på Daredevil.
Efter att Kingpin gett Mysterio all information han behövde om Daredevils förflutna utvecklar Mysterio en plan för att göra Daredevil galen med hjälp av en specialdesignad drog. Daredevil är nära att manipuleras till att döda ett oskyldigt spädbarn. Doktor Strange använder dock magi för att avlägsna drogen från Daredevils blodomlopp. Därefter demaskerar Daredevil Mysterio och skymfar skurkens planer. Beck drar i sin förtvivlan fram en pistol och skjuter sig själv till döds då han känner att han inte längre har någonting kvar att leva för.

### Daniel Berkhart
Någon som påstår sig vara Mysterio dyker sedan upp tillsammans med de reviderade Sinister Six. Det råder stor förvirring kring denne Mysterios identitet fram till Spider-Man: The Mysterio Manifesto, varpå det antyds att det var Daniel Berkhart, en gammal vän till Beck som hade tagit sig identiteten som Mysterio efter Becks tidigare skenbara död, och hade återtagit den efter Becks verkliga död.

### Francis Klum
I Friendly Neighborhood Spider-Man #11-13 hotar en teleporterande mutant med namnet Francis Klum att förgöra den nyligen demaskerade Spindelmannen som hämnd för händelserna i The Evil That Men Do. Klum skaffar sig Mysteriodräkten och omvandlar skolan i vilken Peter Parker undervisar till ett "spökhus" och fyller den med dödsfällor. Klums agerande drar till sig Daniel Berkharts uppmärksamhet, som anländer för att alliera sig med Spindelmannen för att besegra Klum.

## Krafter och förmågor
Quentin Beck besitter inte några övermänskliga förmågor, men är en skicklig skapare av specialeffekter och illusioner, samt en mästare på hypnos och virtuell magi. Han har även vissa kunskaper inom kemi och roboticism. Under sin karriär som stuntman lärde han sig även omfattande kunskaper inom kampsport, vilket gör honom ganska jämbördig som Spindelmannen i strid, trots sin motståndares överlägsna fysiska förmågor.
Mysterios dräkt har personliga vapen som omfattar många enheter som hjälper honom i hans planer. Hans hjälm är till exempel tillverkad av ett material som gör det möjligt för honom att se ut, men ingen kan se in. Hjälmen innefattar även lufttillförsel som skyddar honom från hans egna gaser. Hans stövlar innehåller magnetiska spiralfjädrar som tillåter honom att utföra imponerande hopp och klamra sig fast vid ytor. Hans mest utmärkande varumärke är dock hans dimridåmantel.
Daniel Berkhart, en gammal vän till Beck, har likartade förmågor.
Francis Klum kan teleportera sig själv och andra objekt, samt ta kontroll över andra människors kroppsdelar såväl som kunskaper om teknologin i Mysteriodräkten.

## I andra medier
- Mysterio var skurk i avsnitten "The Menace of Mysterio" och "Return of the Flying Dutchman" under den första säsongen av 1960-talets tecknade TV-serie, med röst av Chris Wiggins. Mysterio dyker även upp i avsnittet "The Madness of Mysterio" under den tredje säsongen, dock utan sin dräkt där han har rött hår och grön hud. Han får Spindelmannen att tro att han har krympts till minimal storlek och fångar honom på ett nöjesfält.

- Mysterio dyker upp i Spider-Man and His Amazing Friends i avsnittet "Spidey Goes Hollywood", med röst av Peter Cullen. Han tvingar en regissör med namnet Sam Blockbuster till att övertala Spindelmannen att spela huvudrollen i en film, som riggats med anordningar som han skapat. Spindelmannens lagkamrater Iceman och Firestar hjälper dock honom att övervinna dödsfällorna.

- Mysterio medverkar i 1990-talets tecknade TV-serie, med röst av Gregg Berger (på svenska av Tommy Nilsson). Quentin Beck är en före detta stuntman och specialeffektsskapare som beskyller Spindelmannen för att ha förstört hans rykte. I hans första framträdande, "The Menace of Mysterio", lägger Mysterio skulden för ett flertal brott på Spindelmannen. Hans planer avslöjas dock av Spindelmannen och poliskonstapeln Terri Lee, och han blir fängslad. Han blir senare medlem i Insidious Six i dubbelavsnittet "Insidious Six"/"Battle of the Insidious Six". I Mysterios sista framträdande i serien, "The Haunting of Mary Jane Watson", har han skapat en hemlig studio för att besegra Spindelmannen där. Men efter att ha rymt från fängelset, efter att ha arresterats för att försöka stjäla en sjörövarskatt, allierar han sig med Spindelmannen i hans sökande efter Mary Jane genom hans studio. Spindelmannen upptäcker att Mysterio var förälskad i en kvinna med namnet Miranda Wilson, en före detta skådespelerska som blev dödligt sårad av en olycka under en filminspelning samma dag som Spindelmannen fängslade Beck för första gången. Beck räddade hennes liv med hjälp av cybernetisk teknik. I detta avsnitt förmodas både Beck och Wilson omkomma i en explosion. I det femdelade avsnittet "Six Forgotten Warriors" formar återigen Kingpin Insidious Six, med Vulture som Mysterios ersättare.

- I The Spectacular Spider-Man dyker Mysterio först upp i avsnittet "Persona", med röst av Xander Berkeley. Han är då en av Chameleons hejdukar tillsammans med Phineas Mason. Efter att Chameleon imiterar Spindelmannen med hjälp av Mysterios specialeffekter blir de besegrade av den verklige Spindelmannen och Black Cat. Quentin tar sig identiteten som Mysterio i avsnittet "Blueprints" under den andra säsongen. Han stjäl teknologi från Tricorp och Oscorp och låtsar vara en magiker som räddar mänskligheten från teknologi. Han besegrar Spindelmannen två gånger, men Spindelmannen upptäcker hans gömställe och besegrar honom. Mysterio förs till synes till fängelset, men i slutet avslöjas det att det bara var en robot. Han återkommer i avsnittet "Reinforcement" som en del av Sinister Six. Han attackerar Spindelmannen tillsammans med Kraven the Hunter på ett köpcentrum.